# Kratos
Kratos je v řecké mytologii zosobněním božské až démonické síly a je synem Titána Pallanta a jeho manželky Stygy. Kratos a jeho sourozenci Níké („vítězství“), Biá („násilí“) a Zélos („úsilí“) jsou zosobněním vlastností nejvyššího boha Dia. Poprvé je zmíněn spolu se svými sourozenci v díle Theogonia básníka Hésioda. Podle něj se Styx postavila na Diovu stranu a přivedla sebou všechny své potomky, v odměně za to je Zeus vzal na Olymp a poctil je vznešeným postavením. Kratos a jeho sestra Biá se proslavili svým vystoupením v úvodní scéně Aischylovy tragédie Upoutaný Prométheus. Vystupují v ní jako Diovi zástupci a vedou na scénu zajatého Titána Prométhea. Kratos přinutí mírného boha kovářství Héfaista připoutat Prométhea ke skále jako trest za krádež ohně.
Jsou na Olympu stále přítomni vedle jeho nebeského trůnu, podobni okřídleným andělům. Tuto trojici doplňuje ještě Níké, která je ovšem označována jako bohyně. Kratos nekompromisně nutí k chování podle svých suverénních pravidel.

## V literatuře a umění starověkého Řecka

### Theogonia
Kratos a jeho sourozenci jsou poprvé zmíněni v díle Theogonia, které koncem osmého či na počátku sedmého století př. n. l. sepsal bojótský básník Hésiodos. Hésiodos v něm píše: „V paláci Pallantovi pak Styx, dcera Ókeanova, zrodila Žádost cti a Niku chodidel ladných; přivedla na svět i Moc a Sílu, slovutné děti: daleko od Dia nemají domov, a neznají sídla, neznají cesty, kudy by bůh je nevodil s sebou, nýbrž po boku Hřímateli se zdržují vždycky.“ Kratos je zde popsán pouze jako zbožštěná vlastnost bez většího vývoje nebo vysvětlení. Hésiodos dále vysvětluje, proč děti Styxu směly přebývat u Dia. Během Titánomachie, ve válce proti Kronovi, slíbil Zeus všem, kdo se přidají na jeho stranu, místo v jeho režimu. Protože Styx přišla spolu se svými dětmi k Diovi jako první, poctil je Zeus vznešeným postavením. Podle profesorky Diany Burtonové představuje dobrovolná změna loajality Styxu, Zéla, Níké, Krata a Bii jistotu Diova vítězství nad Titány. Zatímco bohyně Diké („spravedlnost“), Eunomia („právo“) a Eiréné („mír“) představují výhody Diovy vlády, Kratos a jeho sourozenci reprezentují práci potřebnou k vybudování tohoto režimu.

### Upoutaný Prométheus

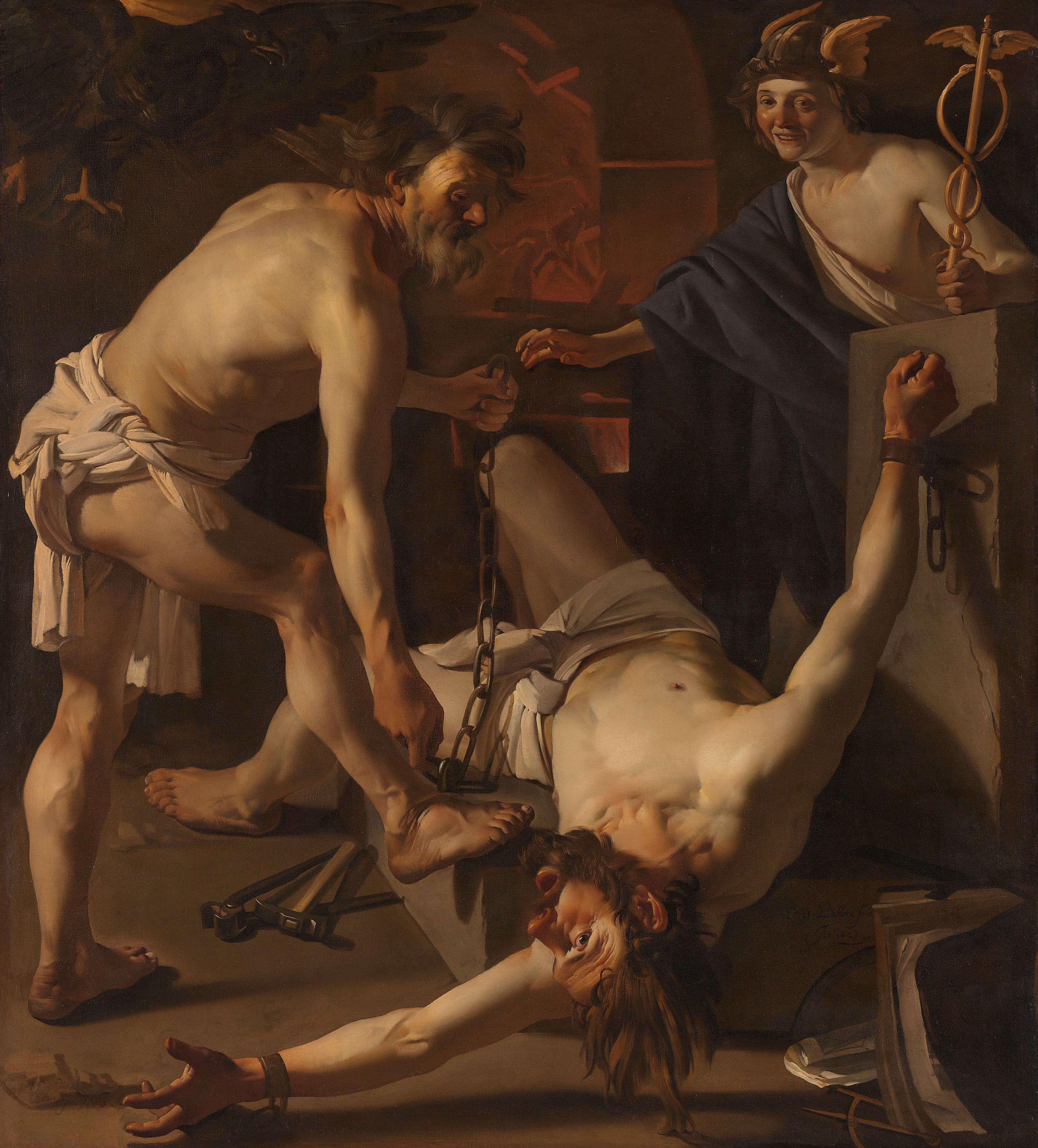
Spoutaný Prométheus (1623) od nizozemského malíře Dircka van Baburena. V Aischylově Prométheovi je Kratos (na obraze není zobrazen) tím, kdo nařídí Héfaistovi, aby Prométhea spoutal.

V úvodní scéně tragédie Upoutaný Prométheus, jejíž autorství je tradičně připisováno Aischylovy, odvádějí Kratos a jeho sestra Bia Titána Prométhea na odlehlé místo ve skýtské poušti, kde bude připoután ke skalnímu výběžku. Příkaz k tomu vydal sám Zeus a Kratos s Biou jsou vyobrazeni jako ztělesnění Diova nového režimu. Nepřítomnost jejich sourozenců, Níké a Zéla, naznačuje, že je Zeus ve hře zobrazen jako tyran, neboť Kratos a Bia představují tyranštější aspekty jeho moci. Zejména Kratos představuje to, co Ian Ruffell nazývá „typem nekomplikovaného zločince, pro kterého despotické režimy nabízejí nespočet pracovních příležitostí“. Diovu moc prosazuje prostřednictvím fyzické brutality a bezcitnosti. Bia, ačkoli je na scéně přítomna, nemá žádnou repliku; mluví pouze Kratos.

## V moderní kultuře
V roce 1772 vydal libretista Thomas Morell svůj anglický překlad Upoutaného Prométhea pod názvem Prometheus in Chains a poprvé tak zpřístupnil dílo britské veřejnosti. O čtyři roky později byl abolicionistou Richardem Potterem publikován kompletní anglický překlad všech Aischylových tragédií. Scéna z Prométhea, v níž Héfaistos s pomocí Krata a Bii připoutá Prométhea ke skále, zaujala romantiky 18. a 19. století. Skrze ní analyzovali otázky týkající se vztahu mezi revolucí a tyranií, otroctvím a svobodou a válkou a mírem.
Postava jménem Kratos se objevila v sérii videoher God of War, jejíchž prvních sedm dílů vychází z řecké mytologie. Dle akademičky Sylwie Chmielewskové je v nich postava vykreslena jako „hluboce tragický, herkulovský antihrdina, který po vyvraždění své rodiny musí smýt miasmu, aby opět dosáhl duševního klidu“. Postava Kratose dostala své jméno až v pozdní fázi vývoje původní hry z roku 2005, kdy už byla navržena. Aniž by si byli vědomi skutečného mytologického boha jménem Kratos, jenž se objevil v tragédii Upoutaný Prométheus, zvolili tvůrci shodou okolností stejné jméno, v řečtině znamenající „síla“, jehož je bůh zosobněním. Stig Asmussen, režisér dílu God of War III z roku 2010, označil shodu jmen za „šťastný omyl“ a poznamenal, že je Kratos ve videohrách i v tragédii „pěšákem“.